# Ахмедова, Айтадж Солтан кызы
Айтадж Тапдыг (полное имя: Айтадж Солтан кызы Ахмедова; (азерб. Aytac Soltan qızı Əhmədova) 18 июля 1993 года, Баку, Азербайджан)  — азербайджанская журналистка, активистка прав женщин и политическая заключённая; с 2015 года работает журналистом-репортером в Meydan TV.
6 декабря 2024 года была арестована в рамках уголовного дела, возбужденного против журналистов Meydan TV. Айтадж Ахмедова и еще шесть журналистов, арестованных по делу, были обвинены по статье 206.3.2 Уголовного кодекса (контрабанда, совершённая группой лиц по предварительному сговору).
В настоящее время она содержится в Бакинском следственном изоляторе Пенитенциарной службы Министерства юстиции.

## Ранее годы
Айтадж Ахмедова родилась 18 июля 1993 года в Баку. В 1999 году поступила в первый класс средней школы № 8 Насиминского района. В 2010 году окончила среднюю школу № 158 Ясамальского района.
В 2010 году поступила в Азербайджанский государственный педагогический университет.
В 2014 году окончила Бакинскую школу журналистики (BJM).

## Журналистская деятельность
С 2015 года работает журналистом-репортером в Meydan TV. В 2022 году она была ведущим программы MeyArt, которая выходила в Meydan TV. В ходе профессиональной деятельности она неоднократно подвергалась задержаниям, сопротивлению со стороны полиции и жестокому обращению.
В сентябре 2015 года она была похищена на улице полицией и доставлен в Главное управление по борьбе с организованной преступностью (ГУБОП) МВД Азербайджана, где его допрашивали о его журналистской деятельности. Затем, в феврале 2016 года, его вызвали в Следственное управление по тяжким преступлениям Генеральной прокуратуры и допросили в качестве свидетеля по уголовному делу № 142006023, которое было возбуждено в отношении ряда должностных лиц Meydan TV 12 мая 2014 года.
3 октября 2018 года Айтадж Ахмедова была задержана во время съёмок в посёлке Забрат Сабунчинского района и доставлена в 15-е отделение полиции Сабунчинского РУП. Инцидент произошёл около 19:00. Ахмедова, проведшая в отделении около трёх часов, заявила, что на неё оказывалось физическое давление. У него также отобрали штатив и камеру. По словам журналистки, сотрудник полиции в штатском ударил её по лицу. Заместитель начальника пресс-службы МВД, полковник полиции Орхан Мансурзаде, комментируя инцидент, заявил, что утверждения о том, что Айтадж Ахмедова подверглась давлению со стороны сотрудников полиции, далеки от истины. Ахмедова обратилась в Генеральную прокуратуру по поводу произошедшего.
23 мая 2019 года она была задержана полицией перед зданием Администрации президента и в течение трех часов содержался в 9-м отделении полиции Сабаильского районного управления полиции.
11 февраля 2020 года во время освещения митинга протеста кандидатов в депутаты у административного здания Центральной избирательной комиссии (ЦИК), Айтадж Ахмедова вместе с главном редактором Meydan TV Айнур Эльгюнеш — была задержана полицией. В результате применения силы со стороны полицейских Айтадж Ахмедова получила лёгкие телесные повреждения. Репортёры без границ (RSF) резко осудили произошедшее и заявили, что азербайджанские власти уничтожают плюрализм.
В 14 декабря 2022 года, Айтадж Ахмедова с коллегой по Meydan TV Хаяле Агаевой отправились на съемки акции на дороге Шуша - Ханкенди, но были задержаны там "людьми в гражданском и черных масках". Без объяснения причины их просто посадили в машину и отослали обратно. Перед тем как их отпустили, у них были изъяты телефоны, а материалы были удалены.
В ноябре 2024 года Хаяла Агаева и Айтадж Тапдыг были задержаны сотрудниками охраны во время освещения акции протеста активиста по защите прав животных К. Мамедли во время 29-й сессии Конференции сторон Рамочной конвенции Организации Объединенных Наций об изменении климата (COP29). Охранники силой отвели Агаеву и Тапдыг в служебное помещение, а затем вывели их с территории мероприятия.
Айтадж Ахмедова участвовала в феминистских акциях, проходивших 8 марта в 2019-2024 годах, требуя от правительства Азербайджана присоединиться к Стамбульской конвенции, целью которой является обеспечение равных прав мужчин и женщин в сфере труда и образования, а также борьба с насилием в отношении женщин. Она принимала активное участие в организации и озвучила резолюций акций. В 2021 году он был задержан полицией во время акции протеста и доставлен в отделение полиции.

## Уголовное преследование и запрет на выезд (2015—2019)
16 сентября 2015 года Айтадж Ахмедова была задержана полицией и доставлена в Главное управление по борьбе с организованной преступностью (ГУБОП) МВД Азербайджана. Айтадж Ахмедова была задержана вместе с журналисткой-практиканткой около 16.00 в Ясамальском районе Баку. Ахмедову и журналистку-практикантку в ГУБОП расспрашивали о деятельности Meydan TV, руководстве этой структуры, зарплатах журналистов, а также кем был снято и распространено видео, в котором показано тело Бахруза Гаджиева, умершего в Мингячевирском городском отделе полиции, что вызвало протесты местных жителей. Айтадж Ахмедова была освобождена около 9:00 вечера. Задержание Ахмедовой является давлением на Meydan TV, считал исполнительный директор интернет-телевидения Эмин Милли.
Многие местные и международные правозащитные организации, включая Human Rights Watch, Репортёры без границ (RSF) и Amnesty International, подвергли резкой критике похищение Айтадж Ахмедовой на улице и допрос в Главном управлении по борьбе с организованной преступностью.
Айтадж Ахмедова подала жалобу в Генеральную прокуратуру по поводу произошедшего. По словам её адвоката Зибейды Садыговой, Айтадж Ахмедова была задержана сотрудниками МВД 16 сентября 2015 года за сотрудничество с телеканалом Meydan TV, незаконно обыскана и изъята её компьютер, а также подвергнута пыткам и бесчеловечному и унижающему достоинство обращению во время содержания под стражей в МВД. Однако первый заместитель Генерального прокурора Рустам Усубов вынес решение об отказе в возбуждении уголовного дела. Садыгова заявила, что будет добиваться защиты прав Айтадж Ахмедовой в Европейском суде.
Айтадж Ахмедова 5 февраля 2016 года была допрошена в качестве свидетеля в рамках уголовного дела, открытого в Следственном управлении по делам о тяжких преступлениях Генеральной Прокуратуры в отношении некоторых руководящих работников Meydan TV. 2015-2019 годах ей было запрещено выезжать из Азербайджана. Июне 2016 года Айтадж Ахмедова обратилась в суд с иском о запрете ей выезда из страны. 30 июня в Насиминском районном суде Баку под председательством судьи Эльмана Исаева была рассмотрена жалоба Ахмедовой на запрет на выезд из страны. По ее словам, представитель прокуратуры заявил суду, что запрет на выезд из страны связан с уголовным делом против должностных лиц интернет-ресурса Meydan TV. В итоге суд отказался принять жалобу в производство и рекомендовал обратиться в административно-экономический суд, который рассматривает жалобы против государственных органов. Адвокат Ахмедовой считает запрет необоснованным. "Айтадж Ахмедова не привлечена к делу ни в качестве подозреваемой, ни обвиняемой. Этот запрет незаконен, поскольку нарушает свободу передвижения журналистки и создает условия для необоснованного преследования в связи с ее профессиональной деятельностью", - сказала адвокат журналистки Зибейда Садыгова. Несогласие с позицией Насиминского районного суда Баку также выразил азербайджанский адвокат Ялчин Иманов. Поскольку речь идет о жалобе, поданной в связи с уголовным делом, то "вопрос об ограничении свободы передвижения относится к компетенции общего суда", заявил адвокат.
14 июля Бакинский апелляционный суд отклонил апелляционную жалобу Айтадж Ахмедовой на запрет на выезд из страны и оставил в силе решение Насиминского районного суда.
5 сентября Сабаильский районный суд рассмотрел жалобу Айтадж Ахмедовой на незаконное задержание сотрудниками Главного управления по борьбе с организованной преступностью МВД. Судья Эльмар Рагимов оставил дело без рассмотрения. Адвокат Зибейда Садыгова заявила, что судья, согласно статье 451 Уголовно-процессуального кодекса, должен был признать решение либо законным, либо незаконным: «То есть вынесение судьей такого решения незаконно», — сказала Садыгова.
В июле 2017 года вновь была допрошена в следственном управлении по тяжким преступлениям Генеральной прокуратуры.
21 сентября 2023 года Европейский суд по правам человека (ЕСПЧ) огласил свое решение по делу Айнур Гамбарова и другие против Азербайджана. Согласно выводам ЕСПЧ, власти Азербайджана нарушили право журналистов на свободу передвижения (статья 2 Европейской конвенции по правам человека), а также право на эффективные средства юридической защиты (статья 13 Конвенции). Суд постановил выплатить каждому заявителю по 5 тысяч евро в качестве компенсации морального ущерба и еще по 500 евро в качестве возмещения судебных расходов.
В марте 2025 года Европейский суд по правам человека вынес решение по делу Айтадж Ахмедовой. Ахмедова утверждала, что в сентябре 2015 года сотрудники Управлении по борьбе с организованной преступностью Министерства внутренних дел провели обыск в ее квартире и изъяли компьютер без ордера или постановления суда. Некоторые из ее личных фотографий и видео, снятых с семьей дома и на пляже, были опубликованы в различных аккаунтах Facebook, скорее всего, принадлежащих поддельным лицам. Ахмедова утверждала, что ее право на уважение частной жизни не защищено статьями 6 (право на справедливое судебное разбирательство) и 8 (право на уважение частной и семейной жизни) Европейской конвенции о правах человека, и что власти не провели расследование ее жалоб в этой связи. Суд установил, что в отношении Айтадж Ахмедовой имело место нарушение статьи 8 (право на уважение частной и семейной жизни) Конвенции. Согласно решению, правительство должно выплатить ей 5500 евро в качестве компенсации морального вреда и судебных издержек.

## Арест и суд (2024)
Айтадж Ахмедова и еще шесть журналистов — главный редактор Meydan TV Айнур Эльгюнеш, журналисты и репортеры Хаяля Агаева, Айсель Умудова, Натиг Джавадлы, журналист-фрилансер Рамин Деко, а также заместитель директора Бакинский школы журналистики (BJM) Ульви Тахиров были арестованы 6 декабря 2024 года в Главном управлении полиции города Баку в рамках уголовного дела, возбужденного против Meydan TV. В отношении каждого из них было предъявлено обвинение по статье 206.3.2 Уголовного кодекса АР (контрабанда, совершённая группой лиц по предварительному сговору). Они отрицают обвинения и связывают аресты с их профессиональной деятельностью.

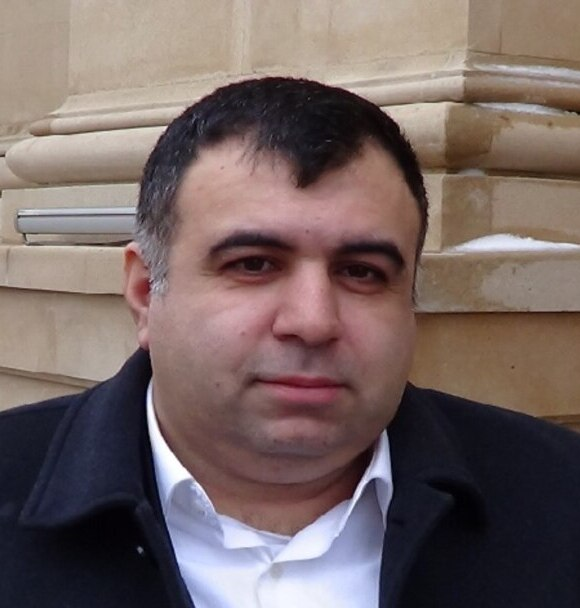
Адвокат Джавад Джавадов

8 декабря было рассмотрено представление следственного органа о выборе меры пресечения в отношении Айтадж Ахмедова. В Хатаинском районном суде под председательством судьи Сюльханы Гаджиевой рассмотрены представления по делу о меры пресечение в виде ареста. Представления следственного органа были обеспечены, и в отношении каждого из задержанных, включая Айтадж Ахмедова, была избрана мера пресечения в виде ареста сроком на 4 месяца.
Айтадж Ахмедова подала апелляционную жалобу на решение Хатаинского районного суда от 8 декабря 2024 года. 13 декабря на судебном заседании в Бакинском апелляционном суде под председательством судьи Эльбея Аллахвердиев апелляционная жалоба Айтаджа Ахмедова была оставлена без удовлетворения. В суде Айтадж Ахмедова не признал себя виновным. В суде ее адвокат Джавад Джавадов заявил, что выдача ордера на арест журналистов, в том числе Айтадж Ахмедовой, без каких-либо доказательств ее причастности к контрабанде валюты является нарушением статей 5 (право на свободу и личную неприкосновенность) и 18 (ограничение прав и свобод в целях, не предусмотренных Конвенцией) Европейской конвенции о защите прав человека и основных свобод.
23 января 2025 года в Хатаинском районном суде состоялось рассмотрение ходатайства о замене меры пресечения на домашний арест. Адвокат Джавад Джавадов, защищавший ходатайство в суде, заявил, что нет разумных оснований сомневаться в необходимости содержания Айтадж Ахмедовой под стражей. По словам Джавадова, никаких предварительных доказательств по обвинению Айтадж Ахмедовой в контрабанде валюты представлено не было. Сама Айтадж Ахмедова заявила, что её арест был совершен по политическому заказу. Следователь возражал против освобождения Айтадж Ахмедовой из-под стражи, ссылаясь на вероятность продолжения расследования и на то, что её освобождение будет препятствовать процессу. Суд отказался освободить Ахмедову из-под стражи.
30 января 2025 года Бакинский апелляционный суд рассмотрел апелляционную жалобу, поданную на решение Хатаинского районного суда от 23 января 2025 года. Адвокат Джавад Джавадов в очередной раз отметил, что нет оснований для содержания Айтадж Ахмедовой под стражей. Айтадж Ахмедова, заявившая, что проработала на Meydan TV более 10 лет, назвала причиной ареста свою журналистскую деятельность. «Я журналистка и проработала на Meydan TV более 10 лет. Я не контрабандистка, контрабандисты — это те, кто стоит во главе этого государства», — сказала Ахмедова. Следственный орган возражал против освобождения журналистки под домашний арест. Он обосновал это тем, что журналистка может скрыться от следствия. Суд удовлетворил возражение следственного органа и отклонил жалобу Айтадж Ахмедовой.
6 марта 2025 года было подано повторное ходатайство о замене меры пресечения в виде ареста на домашний арест. На заседании в Хатаинском районном суде ходатайство защиты было отклонено, и Айтадж Ахмедова осталась под стражей.
12 марта 2025 года Бакинский апелляционный суд рассмотрел апелляционную жалобу, поданную на решение Хатаинского районного суда от 6 марта 2025 года. Её адвокат Джавад Джавадов заявил после суда, что, несмотря на все доказательства защиты, суд не удовлетворил ходатайство и оставил в силе решение суда первой инстанции.
3 апреля 2025 года Хатаинский районный суд рассмотрел представление следственного органа о продлении меры пресечения в виде заключения под стражу, избранной в отношении Айтадж Ахмедова. Согласно решению суда, срок содержания Ахмедова под стражей продлен еще на 3 месяца.
24 июня 2025 года Хатаинский районный суд по представлению следственных органов в третий раз продлил меру пресечение Айтадж Ахмедова.
4 июля 2025 года  Бакинский апелляционный суд рассмотрел апелляцию на постановление о продлении меры пресечения в виде заключения под стражу (от 24 июня). Апелляция была отклонена в ходе судебного заседания под председательством судьи Анара Ибрагимова.

## Международное внимание
Задержание журналистов Meydan TV подверглось резкой критике. Влиятельные международные организации обратились к властям Азербайджана с призывом освободить журналистов. Лидеры оппозиционных партий Азербайджана — Партии народного фронта Азербайджана (AXCP), партии «Мусават» и партии «Республиканская альтернатива» (REAL), а также Национального совета демократических сил — выступили с заявлениями, в которых осудили арест журналистов Meydan TV.
Международная правозащитная организация Amnesty International осудила аресты журналистов Meydan TV. "Мы осуждаем последние аресты и призываем азербайджанские власти немедленно освободить журналистов и сотрудников СМИ. Мы опасались репрессий после COP29 и теперь призываем государства-участники конференции ООН отреагировать на продолжающиеся преследования в Азербайджане, стране, которая всё ещё занимает пост председателя COP29", - говорится в заявлении организации. Недавние аресты независимых журналистов, включая сотрудников Meydan TV, являются частью репрессий, которые начались год назад и направлены на подавление независимых критических голосов, подчеркнул Amnesty International.
Организация в защиту прессы «Репортеры без границ» также осудила аресты сотрудников Meydan TV. В сообщении на аккаунте RSF на платформе X сказано: «Репортеры без границ» осуждают эти новые аресты и призывают немедленно освободить их и 13 других журналистов, содержащихся в позорных условиях по надуманным обвинениям».
Базирующийся в Нью-Йорке Комитета по защите журналистов (CPJ) осудил задержание сотрудников Meydan TV. «Власти Азербайджана должны немедленно освободить Натика Джавадлы, Хаялу Агаеву, Айтаджа Ахмедова, Айнур Эльгюнеш, Айсель Умудову и Рамина Деко, а также более десятка других ведущих журналистов, арестованных по аналогичным обвинениям в последние месяцы, и прекратить беспрецедентное нападение на независимую прессу», - подчеркнул CPJ.
Международная правозащитная организация Article 19 также осудила аресты журналистов. "Спустя несколько недель после климатического саммита в Баку были задержаны по меньшей мере 7 журналистов – большинство из них из Meydan TV. Репрессии – это новое напоминание о том, что Азербайджан не терпит критики и инакомыслия. Мы должны продолжать бороться с давлением на свободу прессы", - говорится в публикации на аккаунте организации в социальной сети X.
Правозащитная организация Freedom Now тоже присоединилась к требованиям прекратить давление на независимую прессу в Азербайджане «Азербайджан продолжает жестко преследовать независимых журналистов. Последним актом репрессий стало задержание пяти журналистов телеканала Meydan TV по явно политически мотивированным основаниям. Мы призываем немедленно освободить их и положить конец этому преследованию». Об этом говорится в публикации в аккаунте организации на платформе X.
Women Press Freedom своей заявлении поддержал Meydan TV и всех журналистов в Азербайджане, которые продолжают рисковать своей безопасностью, чтобы сообщать правду. "Заставить замолчать прессу — это нападение на демократию", говориться заявлении WPF.
Посол Великобритании в Азербайджане Фергюс Олд также резко раскритиковал аресты: «Задержание журналистов Meydan TV по окончании климатической конференции COP29 — это пощечина демократическим правительствам», — написал он в своем официальном аккаунте X.

### Реакция Госдепартамента США
11 декабря 2024 года Государственный секретарь США Энтони Блинкен посвятил специальное заявление арестам активистов и журналистов в Азербайджане и призвал власти страны освободить их. Баку обвинил Блинкена в предвзятости, отвергнув претензии в подавлении гражданских свобод. В своем заявлении "Эскалация репрессий против гражданского общества и СМИ Азербайджана" Блинкен, в частности, упомянул Руфата Сафарова, Севиндж Вагифгызы, Азера Гасымлы, Фарида Мехрализаде, Бахтияра Гаджиева, недавно задержанных сотрудников Meydan TV "и многих других, арестованных за их работу в области прав человека". США призывают правительство Азербайджана немедленно освободить их, заявил Блинкен. "Соединенные Штаты глубоко обеспокоены не только этими задержаниями, но и усиливающимися репрессиями против гражданского общества и СМИ в Азербайджане", - подчеркивается в заявлении Государственного департамента США. МИД Азербайджана отреагировал на заявление Блинкена обвинив Госдеп США во вмешательстве во внутренние дела страны. Согласно заявлению ведомства, такое вмешательство продолжается "в течение последних четырех лет", и это время стало "потерянными годами для азербайджано-американских отношений".